# Gordana Siljanovska-Davkova
Gordana Siljanovska-Davkova, född 11 maj 1953 i Ohrid i dåvarande Jugoslavien, är en nordmakedonsk politiker och professor i juridik. Sedan 12 maj 2024 är hon Nordmakedoniens president. Siljanovska-Davkova, som är första kvinna på posten, efterträdde Stevo Pendarovski. Hon representerar det politiska partiet VMRO-DPMNE.
Siljanovska-Davkova har undervisat i konstitutionell rätt och politiska system vid universitetet i Skopje. Hon var konsultativt statsråd 1992–1994.
Siljanovska-Davkova ställde även upp i valet 2019 men förlorade. Från år 2020 och fram till att hon tillträdde som president 2024 var hon parlamentsledamot i Nordmakedoniens parlament.